# راسلمينيا 34
راسلمينيا 34 (بالإنجليزية: WrestleMania 34)‏ هي النسخة الرابعة والثلاثون من مهرجان الراسلمينيا انتجته شركة المصارعة العالمية الترفيهية (WWE
) وعرضته (PPV) شبكة الدبليو دبليو أي من نيو أورلينز في لويزيانا ملعب مرسيدس بنز سوبردوم في 8 أبريل 2018.

## المباريات والنتائج
| رقم المباراة | المباراة | شرط المباراة                               |
| ------------ | --- | ------------------------------------------ |
| 1            | بروك ليسنر يهزم رومان رينز                                                                                    | بطولة دبليو دبليو إي يونيفرسال             |
| 2            | إيه جيه ستايلز يهزم شينسكي ناكامورا                                                                           | بطولة العالم للدبليو دبليو إي للوزن الثقيل |
| 3            | سيث رولينز يهزم فين بالور وذا ميز                                                                             | بطولة القارات                              |
| 4            | سيدريك أليكسندر يهزم مصطفى علي                                                                                | بطولة الكروز للوزن المتوسط                 |
| 5            | نايا جاكس تهزم أليكسا بليس                                                                                    | بطولة سيدات رو                             |
| 6            | جيندر ماهال يهزم راندي اورتن وبوبي رود وروسيف                                                                 | مباراة على بطولة الولايات المتحدة          |
| 7            | شارلوت فلير تهزم اسكا                                                                                         | مباراة علي بطولة سيدات سماك داون           |
| 8            | برون سترومان وشريكه طفل صغير يهزمان شيمس وسيزارو                                                              | مباراة علي بطولة دبليو دبليو إي للفرق      |
| 9            | (اخوة المطرقة) لوك هاربر وإيريك رون يهزمان ذا أوسو (جيمي وجاي) (نيو داي) بيغ إي وكوفي كينغستون وإكزافيير وودز | مباراة علي دبليو دبليو اي سماكداون للفرق   |
| 10           | كيرت أنغل وروندا روزي يهزمان تربل إتش وستيفاني مكمان                                                          | مباراة زوجية مختلطة                        |
| 11           | شين مكمان ودانيال براين يهزمان كيفين أوينز وسامي زين                                                          | مباراة زوجية                               |
| 12           | اندرتيكر يهزم جون سينا                                                                                        | مباراة فردية                               |
| 13           | باتل رويال لتخليد أندريه العملاق                                                                              | الفائز مات هاردي                           |
| 14           | باتل رويال للسيدات                                                                                            | الفائزة نايومي                             |

## روابط خارجية
- راسلمينيا 34 على موقع IMDb (الإنجليزية)
- راسلمينيا 34 على موقع كينوبويسك (الروسية)

- الموقع الرسمي